# Janina Korowicka
Janina Urszula Korowicka, po mężu Friesinger (ur. 14 kwietnia 1954 w Sycowie) – polska łyżwiarka szybka.
Karierę w łyżwiarstwie szybkim rozpoczęła w klubie Echa Twardogóra, gdy uczęszczała do 6. klasy szkoły podstawowej. Następnymi klubami, w których występowała były MKS Cuprum Lubin oraz Olimpia Elbląg. Pod opieką trenera Adam Kaźmierczyka wyrosła na największą rywalkę Erwiny Ryś-Ferens. W 1973 roku wystartowała w 1. mistrzostwach świata w łyżwiarstwie szybkim w holenderskim Assen. Tam poznała Georga Friesingera, swojego późniejszego męża. Następnie kontynuowała swoją karierę i wystartowała na trzech dystansach podczas Zimowych Igrzysk Olimpijskich w Innsbrucku w 1976 roku i zajęła odpowiednio: 26. miejsce na 1000 m, 19. miejsce na 1500 m oraz 16. miejsce na 3000 m. W 1975 i 1976 roku została potrójną wicemistrzynią na 1000, 1500 i 3000 m, a w roku 1976 zwyciężyła na dystansie 1500 m. Na mistrzostwach świata w łyżwiarstwie szybkim zajęła 13. miejsce w 1975 oraz 23. w 1976 roku.
Swoją karierę zakończyła krótko po Zimowych Igrzyskach Olimpijskich w 1976 roku po tym, jak zaszła w ciążę. 11 stycznia 1977 przyszło na świat jej pierwsze dziecko, Anni Friesinger. W 1980 roku urodziła Jana, a w 1984 Agnes Friesinger. Cała trójka została profesjonalnymi łyżwiarzami szybkimi. Jej mąż zmarł w wieku 43 lat. Janina Korowicka jest obecnie trenerem w niemieckim klubie Frillensee Inzell.